# Щелкун краснохвостый
Щелкун краснохвостый (лат. Athous haemorrhoidalis) — вид щелкунов из подсемейства Dendrometrinae.

## Распространение
Обитают в Европе и Азии, в том числе на Британских островах.

## Описание
Жук длиной до 15 мм. Время лёта жука с мая по август. Самцы мельче самок.

## Экология и местообитания
Личинки питается корнями и может быть вредителем корней злаковых растений.

## Галерея

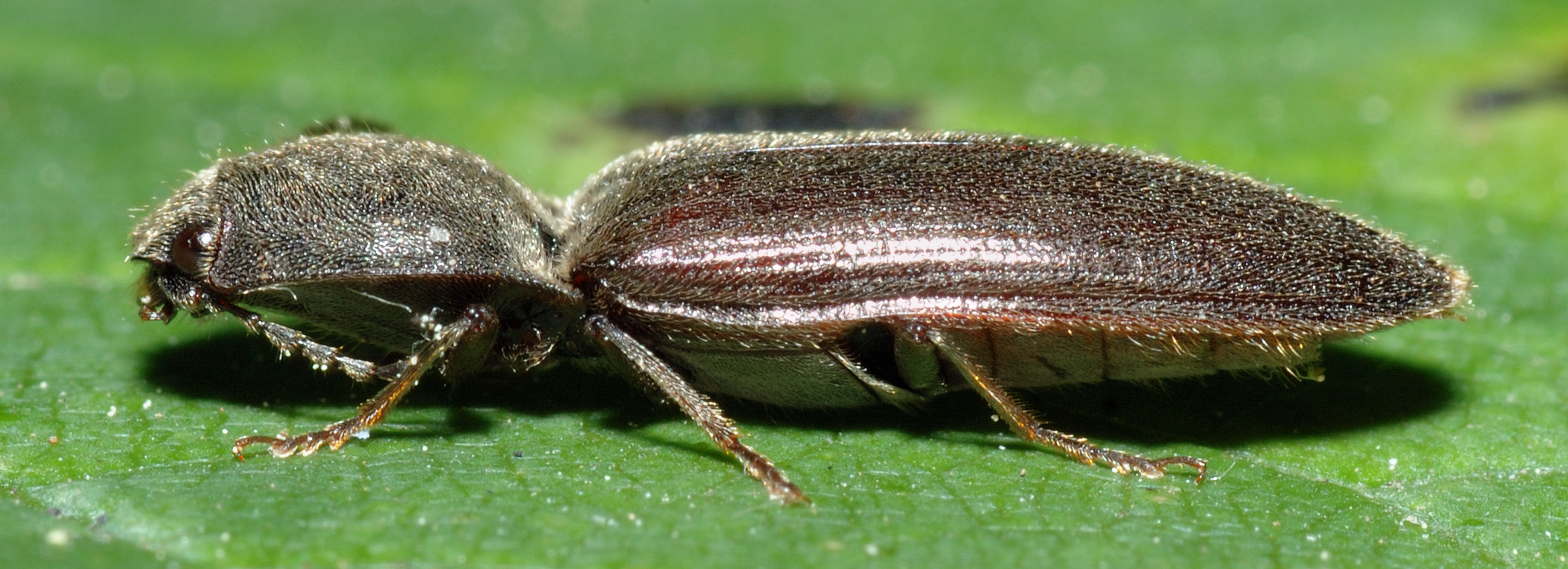
Щелкун краснохвостый сбоку
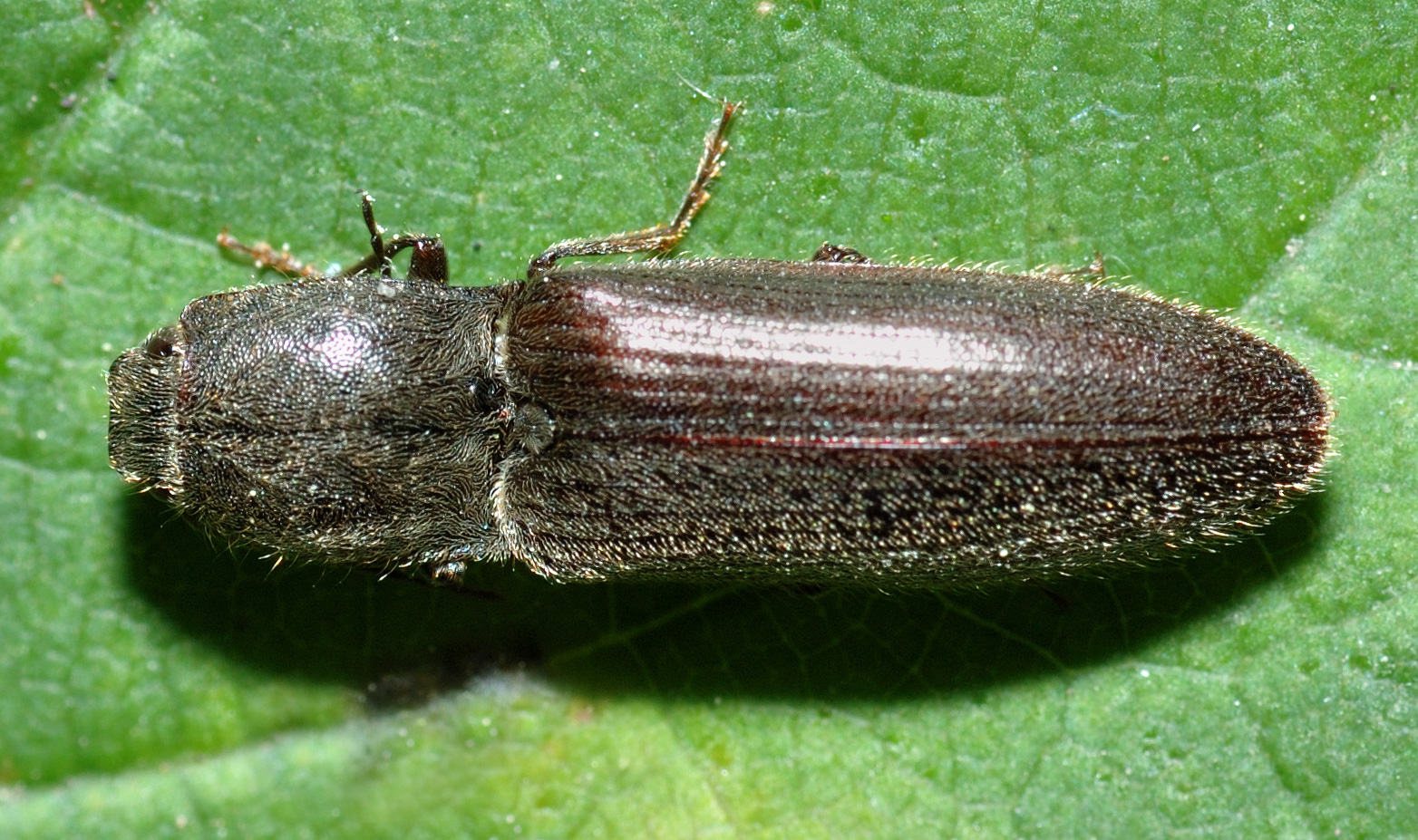
Щелкун краснохвостый сверху